# Corriere Italiano (1923–1924)
Der Corriere Italiano war eine italienische Tageszeitung, die 1923 in Rom gegründet und 1924 eingestellt wurde.

## Geschichte
1923 beauftragte Benito Mussolini, der erst seit wenigen Monaten Ministerpräsident war, Aldo Finzi, seit dem Marsch auf Rom Staatssekretär im Innenministerium, mit der Gründung einer regierungsfreundlichen Zeitung in Rom als Gegenstück zum Mailänder Corriere della Sera, dem Blatt der norditalienischen Bourgeoisie.
Die Zeitung wurde von den genuesischen Industriellen der Stahlgruppe finanziert, darunter ILVA, Piaggio, die großen Zuckerindustriellen (Eridania) sowie Ansaldo. Auch der Fiat-Konzern von Giovanni Agnelli beteiligte sich an der Verlagsgründung.
Am 14. April 1923 wurde der Verlag „La Vita d’Italia“ gegründet, dessen Präsident der Rechtsanwalt A. Olivieri und dessen Geschäftsführer Filippo Filippelli waren. Aldo Finzi berief den Dichter Ardengo Soffici, der im April 1923 aus der Toskana nach Rom zog, in die Leitung der „Terza pagina“. Im August verließ Nello Quilici die Redaktion des Resto del Carlino und zog in die Hauptstadt, um die innenpolitischen Seiten zu leiten. Die Leitung des außenpolitischen Ressorts übernahm Gubello Memmoli (Pseudonym des Grafen Giovanni Capasso Torre).
Am 11. August erschien die Zeitung mit dem Trio A. Finzi, N. Quilici und F. Filippelli.
Filippelli war für die materielle Organisation der Redaktion verantwortlich. Für den Kulturteil wählte er Intellektuelle aus, die nicht dem allgemeinen Geschmack entsprachen. Viele von ihnen kamen von der Zeitschrift La Ronda: Antonio Baldini, Vincenzo Cardarelli, Lorenzo Montano und Alberto Savinio arbeiteten an Terza pagina mit (auch als Feuilletonisten). Dann waren da: der Gründer der Voce Giuseppe Prezzolini, ein ehemaliger Futurist wie Aldo Palazzeschi und ein exzentrischer Humorist wie Achille Campanile. Bruno Barilli betreute die Theaterkritik, Luigi Chiarelli war mit der Theaterkritik betraut, und der Forscher Guelfo Civinini war Sonderkorrespondent.
In seinem Editorial in der ersten Ausgabe (11. August 1923) schrieb Filippelli, dass der Corriere Italiano die direkte Fortsetzung des Giornale di Roma sei (der im August 1922 gegründet und kurz vor der Gründung des Corriere eingestellt worden war). Am 1. September erschien im Corriere eine Kolumne mit Filmkritiken. Sie wurde von Alberto Savinio herausgegeben und war die erste Filmkritik in einer italienischen Tageszeitung, die einem Literaten anvertraut wurde. Am 13. Oktober übertrug Finzi Filippelli die alleinige Leitung der Redaktion. Im Dezember 1923 erwarb Filippelli auch die Hälfte der Aktien der Zeitung, an der er bereits beteiligt war.
Auf Anregung Filippellis wurde Anfang 1924 eine illustrierte Monatszeitschrift ins Leben gerufen, Galleria, eine Unterhaltungs- und Kulturbeilage (nach dem Vorbild der Lettura des Corriere della Sera), die von Ardengo Soffici herausgegeben wurde. Im März verließ Soffici die Zeitung und kehrte in die Toskana zurück. Die Leitung der Terza pagina und der Monatszeitschrift übernahm Antonio Baldini.
Beide Publikationen, die sich bereits im April 1924 in finanziellen Schwierigkeiten befanden, wurden am 19. Juni 1924 eingestellt, nachdem Filippelli am 17. Juni wegen seiner Beteiligung an der Entführung von Giacomo Matteotti verhaftet worden war.
Am 20. Juni 1924, als die Zeitung bereits eingestellt worden war, stellte sich heraus, dass der Corriere Italiano neben den bekannten Geldgebern auch über versteckte Geldquellen verfügte. In Mussolinis Zeitung Il Popolo d’Italia tauchten die Namen zweier genuesischer Unternehmer auf: eines Reeders (Odero) und eines Zuckerindustriellen (Bruzzone). Es wurden auch Vermutungen über die Banca Commerciale Italiana, die Reeder Parodi und andere wichtige Industriezweige angestellt.

## Direktoren
- Aldo Finzi, Nello Quilici und Filippo Filippelli (11. August – 13. Oktober 1923)
- Filippo Filippelli (13. Oktober 1923 bis 15. Juni 1924)
- Gubello Memmoli (16. bis 19. Juni 1924)

## Mitarbeiter
am Corriere Italiano arbeiteten mit:
- Adolfo Albertazzi,
- Achille Campanile,
- Silvio D’Amico,
- Salvatore Di Giacomo,
- Antonio Baldini,
- Emilio Cecchi,
- Francesco Flora,
- Eugenio Giovanetti,
- Alfredo Panzini,
- Umberto Saba,
- Corrado Pavolini,
- Piero Misciatelli,
- Pietro Pancrazi,
- Corrado Pavolini,
- Matteo Marangoni,
- Francesco Lanza,
- Giuseppe Ravegnani,
- Orio Vergani,
- Corrado Govoni,
- Lorenzo Viani,
- Giorgio Vigolo,
- Michele Bianchi.[17]